# Zabovci
Zabovci – wieś w Słowenii, w gminie Markovci. W 2018 roku liczyła 490 mieszkańców.